# Station Gasselternijveen
Station Gasselternijveen is een voormalig spoorwegstation in Gasselternijveen, aan de spoorlijn Zwolle - Stadskanaal, en aan de spoorlijn Gasselternijveen - Assen. Deze lijnen waren door de NOLS aangelegd en tot 1938 ook in eigendom van de maatschappij. Het was ook wel bekend als Gasselternijeveen en de geografische verkorting is Gav.
Het station is ontworpen door de door de NOLS in de arm genomen architect Eduard Cuypers. Deze had een aantal vaste basisontwerpen per stationsklasse. Gasselternijveveen was een station 2e klasse. Het leek op de nog bestaande stations van Mariënberg(1905) en Hardenberg(1905) en
stond aan de Vogelshemweg. De bovenramen bezaten een roedeverdeling 'om wille van het landschappelijk karakter', aldus Cuypers. Het gebouw werd in 1966 gesloopt.
0: Zwolle ·
5: Herfte-Veldhoek ·
8: Marshoek-Emmen ·
12: Dalfsen ·
15: Rechteren ·
19: Vilsteren ·
23: Ommen ·
25: Sterkamp ·
29: Junne ·
31: Beerze ·
34: Mariënberg ·
37: Bergentheim ·
Brucht ·
42: Hardenberg ·
45: Baalder-Radewijk ·
48: Gramsbergen ·
50: De Haandrik ·
55: Coevorden ·
59: Dalen ·
62: Dalerveen ·
66: Nieuw Amsterdam ·
70: Emmen Zuid ·
71: Emmen Bargeres ·
72: Zuidbarge ·
75: Emmen ·
79: Weerdinge ·
82: Valthe ·
87: Exloo ·
93: Buinen ·
95: Drouwen ·
100: Gasselternijveen ·
103: Tweede Dwarsdiep ·
107: Stadskanaal
0: Gasselternijveen ·
3: Gasselte ·
7: Gieten ·
9: Eext ·
Anderen ·
15: Rolde ·
20: Assen
Assen ·
Beilen ·
Coevorden ·
Dalen ·
Emmen ·
-Zuid ·
Hoogeveen ·
Meppel ·
Nieuw Amsterdam

Zie ook: lijst van voormalige spoorwegstations in Drenthe
1. ↑  Norbruis, Obbe (2025): Eduard Cuypers Leven & Werk. Hoe hij verdween uit onze architectuurgeschiedenis en zijn gehele oeuvre, Edam, LM Publishers, ISBN 9789460229527 blz. 116-117